# 栄養強化剤
栄養強化剤（えいようきょうかざい）は、食品の栄養価向上を目的とした食品添加物。単に強化剤とも呼ばれる。ビタミン類、ミネラル類、アミノ酸類に大別され、製造や貯蔵の過程で失われた栄養分を補填したり、本来その食品に備わっていない栄養分を付加したりする役割を果たす。

## 主な品目
厚生労働省では、食品衛生法施行規則別表第1のうち、栄養強化の目的が考えられる添加物の範囲として下記の品目を挙げている。
- ビタミン類 - リボフラビン、L-アスコルビン酸、ニコチン酸アミド、チアミン塩酸塩(ビタミンB1)など31品目
- ミネラル類 - 硫酸カルシウム、塩化第二鉄、水酸化マグネシウム、炭酸カルシウムなど32品目
- アミノ酸類 - グリシン、L-トリプトファン、L-イソロイシン、L-アスパラギン酸ナトリウムなど24品目

このほか、既存添加物名簿収載品目リストおよび一般飲食物添加物リストの用途欄に強化剤と記載されたもの（ヘム鉄、ニンジンカロテンなど）については、製品の原材料欄への表示義務が免除される。毒性が極めて低いものが大半を占めるが、ビタミンAなど過剰摂取により健康に悪影響を及ぼすものも存在する。